# Alejandro Ramírez
Alejandro Ramírez Álvarez (ur. 21 czerwca 1988 w San José, Kostaryka) – pierwszy arcymistrz szachowy w obszarze Ameryki Środkowej, uzyskał tytuły mistrza międzynarodowego i arcymistrza odpowiednio w wieku 13 i 15 lat. Reprezentant Stanów Zjednoczonych od grudnia 2010 roku.

## Kariera szachowa
W latach 2002, 2004 i 2008 trzykrotnie reprezentował Kostarykę na szachowych olimpiadach (w tym dwukrotnie na I szachownicy). W 2004 uczestniczył w pucharowym turnieju o mistrzostwo świata, w I rundzie przegrywając z późniejszym zwycięzcą zawodów, Rustamem Kasimdżanowem. W 2013 zdobył tytuł indywidualnego wicemistrza Stanów Zjednoczonych oraz uczestniczył w turnieju o Puchar Świata, w I rundzie przegrywając z Jewgienijem Tomaszewskim.
Najwyższy ranking w dotychczasowej karierze osiągnął 1 grudnia 2013, z wynikiem 2601 punktów zajmował wówczas 9. miejsce wśród amerykańskich szachistów.